# Ranip
Ranip é uma cidade e um município no distrito de Ahmadabad, no estado indiano de Gujarat.

## Demografia
Segundo o censo de 2001, Ranip tinha uma população de 87 573 habitantes. Os indivíduos do sexo masculino constituem 54% da população e os do sexo feminino 46%. Ranip tem uma taxa de literacia de 82%, superior à média nacional de 59,5%: a literacia no sexo masculino é de 85% e no sexo feminino é de 78%. Em Ranip, 10% da população está abaixo dos 6 anos de idade.